# Jensen Beach
Jensen Beach ist  ein census-designated place (CDP) im Martin County im US-Bundesstaat Florida. Das U.S. Census Bureau hat bei der Volkszählung 2020 eine Einwohnerzahl von 12.652 ermittelt.

## Geographie
Jensen Beach liegt am Indian River (einem Teil des Intracoastal Waterway) und St. Lucie River und grenzt im Süden an die Städte Stuart und Sewall’s Point. Der CDP wird vom U.S. Highway 1 tangiert sowie von den Gleisen der Florida East Coast Railway gequert und liegt etwa 160 km nördlich von Miami.

## Demographische Daten
Laut der Volkszählung 2010 verteilten sich die damaligen 11.707 Einwohner auf 6.499 Haushalte. Die Bevölkerungsdichte lag bei 616,2 Einw./km². 94,5 % der Bevölkerung bezeichneten sich als Weiße, 2,5 % als Afroamerikaner, 0,2 % als Indianer und 0,7 % als Asian Americans. 0,9 % gaben die Angehörigkeit zu einer anderen Ethnie und 1,2 % zu mehreren Ethnien an. 4,8 % der Bevölkerung bestand aus Hispanics oder Latinos.
Im Jahr 2010 lebten in 20,2 % aller Haushalte Kinder unter 18 Jahren sowie 39,9 % aller Haushalte Personen mit mindestens 65 Jahren. 57,9 % der Haushalte waren Familienhaushalte (bestehend aus verheirateten Paaren mit oder ohne Nachkommen bzw. einem Elternteil mit Nachkomme). Die durchschnittliche Größe eines Haushalts lag bei 2,10 Personen und die durchschnittliche Familiengröße bei 2,67 Personen.
18,0 % der Bevölkerung waren jünger als 20 Jahre, 16,2 % waren 20 bis 39 Jahre alt, 32,7 % waren 40 bis 59 Jahre alt und 33,3 % waren mindestens 60 Jahre alt. Das mittlere Alter betrug 50 Jahre. 48,6 % der Bevölkerung waren männlich und 51,4 % weiblich.
Das durchschnittliche Jahreseinkommen lag bei 41.663 $, dabei lebten 12,0 % der Bevölkerung unter der Armutsgrenze.
Im Jahr 2000 war Englisch die Muttersprache von 94,41 % der Bevölkerung, spanisch sprachen 3,08 % und 2,51 % hatten eine andere Muttersprache.

## Sehenswürdigkeiten
Die Mount Elizabeth Archeological Site, das Stuart Welcome Arch und das Tuckahoe sind im National Register of Historic Places gelistet.